# Evento di Heinrich

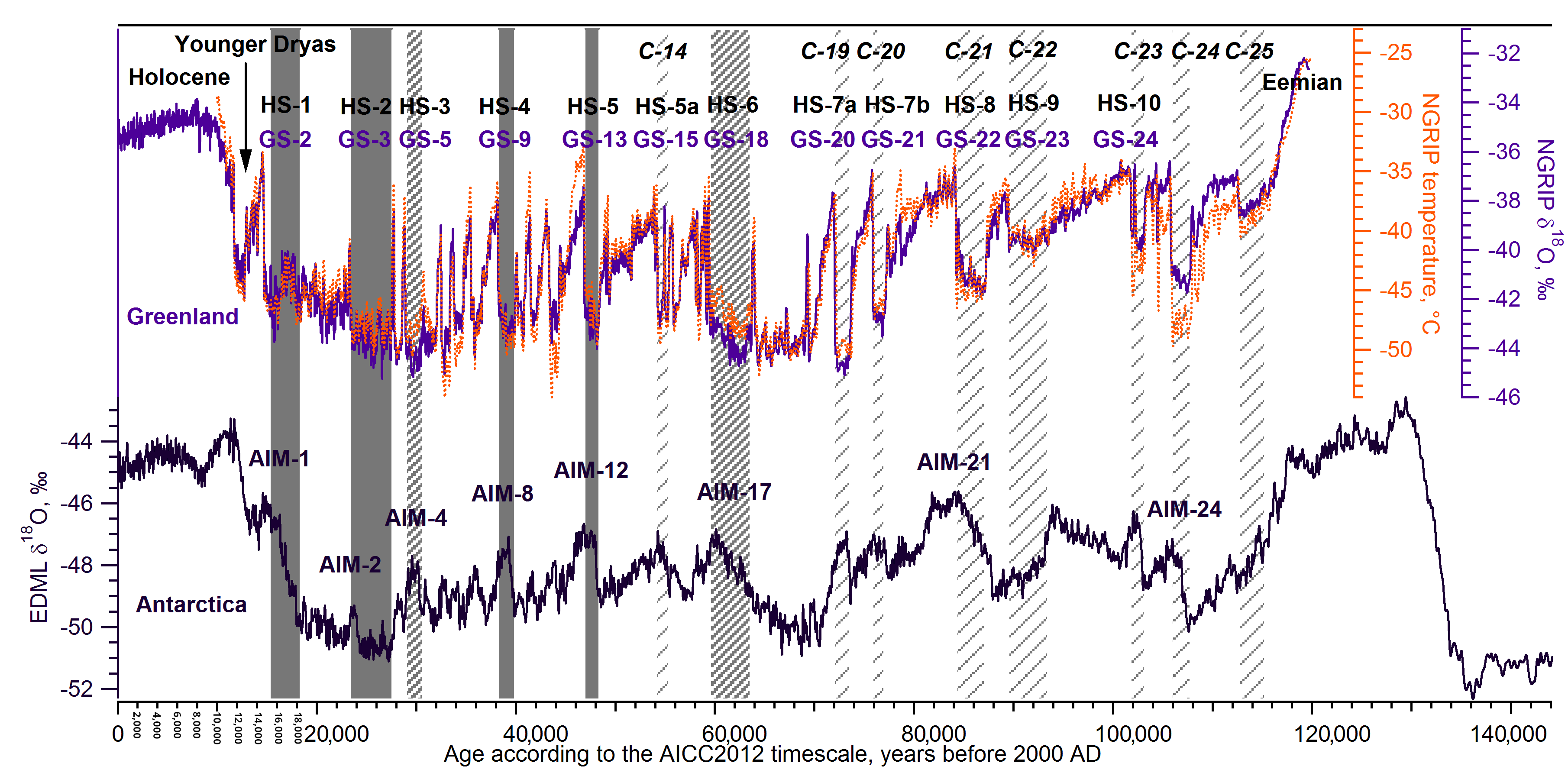
Cronologia degli eventi climatici importanti dell'ultimo periodo glaciale (circa 120.000 anni) come risulta dai carotaggi eseguiti nel ghiaccio polare e posizionamento relativo degli eventi di Heinrich, registrati nei carotaggi dei sedimenti marini del Nord Atlantico. Legenda:
1- linea violetto chiaro: δ^{18}O dai carotaggi del NGRIP nei ghiacciai della Groenlandia.
2- Punti color arancio: ricostruzione della temperatura nei siti di perforazione del NGRIP.
3- linea viola scuro: δ^{18}O dai carotaggi nel ghiaccio EDML (Antartide).
4- aree grigie: eventi di Heinrich di origine Laurentide (H1, H2, H4, H5).
5- tratteggio grigio scuro: eventi di Heinrich di prevalente origine europea (H3, H6).
6- tratteggio grigio chiaro e numeri da C-14 a C-25: strati di sedimenti minori perforati nel Nord Atlantico.
7- da HS-1 a HS-10: stadiali di Heinrich (HS).
8- da GS-2 a GS-24: stadiali della Groenlandia (GS).
9- da AIM-1 a AIM-24: Antarctic Isotope Maximum (AIM)
I carotaggi dell'Antartide e della Groenlandia sono mostrati con la loro scala temporale comune AICC2012.

Un evento di Heinrich è un fenomeno naturale collegato al distacco di grandi gruppi di iceberg che vanno poi ad attraversare la porzione settentrionale dell'Oceano Atlantico. Questi distacchi hanno avuto luogo durante cinque delle ultime glaciazioni del Quaternario, nel corso degli ultimi 640.000 anni.
Questi eventi sono stati descritti per la prima volta dal geologo marino tedesco Hartmut Heinrich.
Gli eventi di Heinrich sono particolarmente ben documentati per l'ultimo periodo glaciale del Pleistocene superiore, tra 119.000 e 12.000 anni fa, ma risultano assenti nel penultimo periodo glaciale.
Gli iceberg contenevano massi rocciosi erosi dall'avanzamento dei ghiacciai; in seguito alla fusione del ghiaccio, questo materiale è andato a posarsi come sedimento sul fondale marino sotto forma di detriti (in lingua inglese identificati come IRD, acronimo di Ice rafted debris, cioè detriti trasportati da zattere di ghiaccio).
La fusione degli iceberg ha comportato l'apporto di un ingente quantitativo di acqua dolce che si è riversata nell'Oceano Atlantico. Questi riversamenti di acqua fredda e dolce hanno alterato lo schema della circolazione termoalina, che dipende dalla densità dell'acqua, e hanno spesso coinciso con le fluttuazioni globali del clima, come il raffreddamento climatico dell'emisfero boreale e la migrazione verso sud della zona di convergenza intertropicale.
Sono stati proposti vari meccanismi per spiegare la cause degli eventi di Heinrich, molti dei quali implicano l'instabilità del ghiacciaio Laurentide, il massiccio ghiacciaio continentale che copriva il Nord America nel corso dell'ultimo periodo glaciale. Possono essere stati coinvolti anche altri ghiacciai continentali dell'emisfero boreale, come la calotta glaciale fennoscandiana della glaciazione weichseliana e la calotta glaciale della Groenlandia/Islanda. La causa iniziale di questa instabilità è tuttora dibattuta.

## Descrizione
La definizione rigorosa di "evento di Heinrich" si riferisce a un evento climatico che causa il deposito di strati di sedimenti detritici sui fondali marini del Nord Atlantico: è collegato a ingenti collassi delle calotte glaciali nell'emisfero boreale, con il conseguente rilascio di iceberg di dimensioni enormi. Per estensione, la denominazione si applica anche alle anomalie climatiche registrate in altre parti del mondo approssimativamente nello stesso periodo. Gli eventi avvengono in tempi rapidi: la durata è inferiore al millennio, con oscillazioni tra un evento e il successivo; l'avvio di un cambiamento climatico repentino può richiedere pochi anni.
Gli eventi di Heinrich sono chiaramente osservabili nei carotaggi dei sedimenti marini del Nord Atlantico risalenti all'ultimo periodo glaciale. La minor risoluzione dei dati relativi ai sedimenti precedenti, rende più difficile dedurre se essi avvennero durante altri periodo della storia della Terra. Alcuni studiosi identificano il Dryas recente come evento di Heinrich, il che lo farebbe diventare l'evento H0.
Gli eventi di Heinrich sembrano collegati ad alcune (ma non a tutte le) ondate di freddo che precedono i rapidi periodi di riscaldamento noti come eventi di Dansgaard-Oeschger (D-O), che sono ben registrati nei carotaggi eseguiti dal North Greenland Ice Core Project (NGRIP) nei ghiacciai della Groenlandia. Tuttavia la difficoltà di sincronizzare i carotaggi dei sedimenti marini con quelli eseguiti nei ghiacciai della Groenlandia, fa sorgere dubbi sulla validità dell'affermazione.

## Impronte climatiche degli eventi di Heinrich

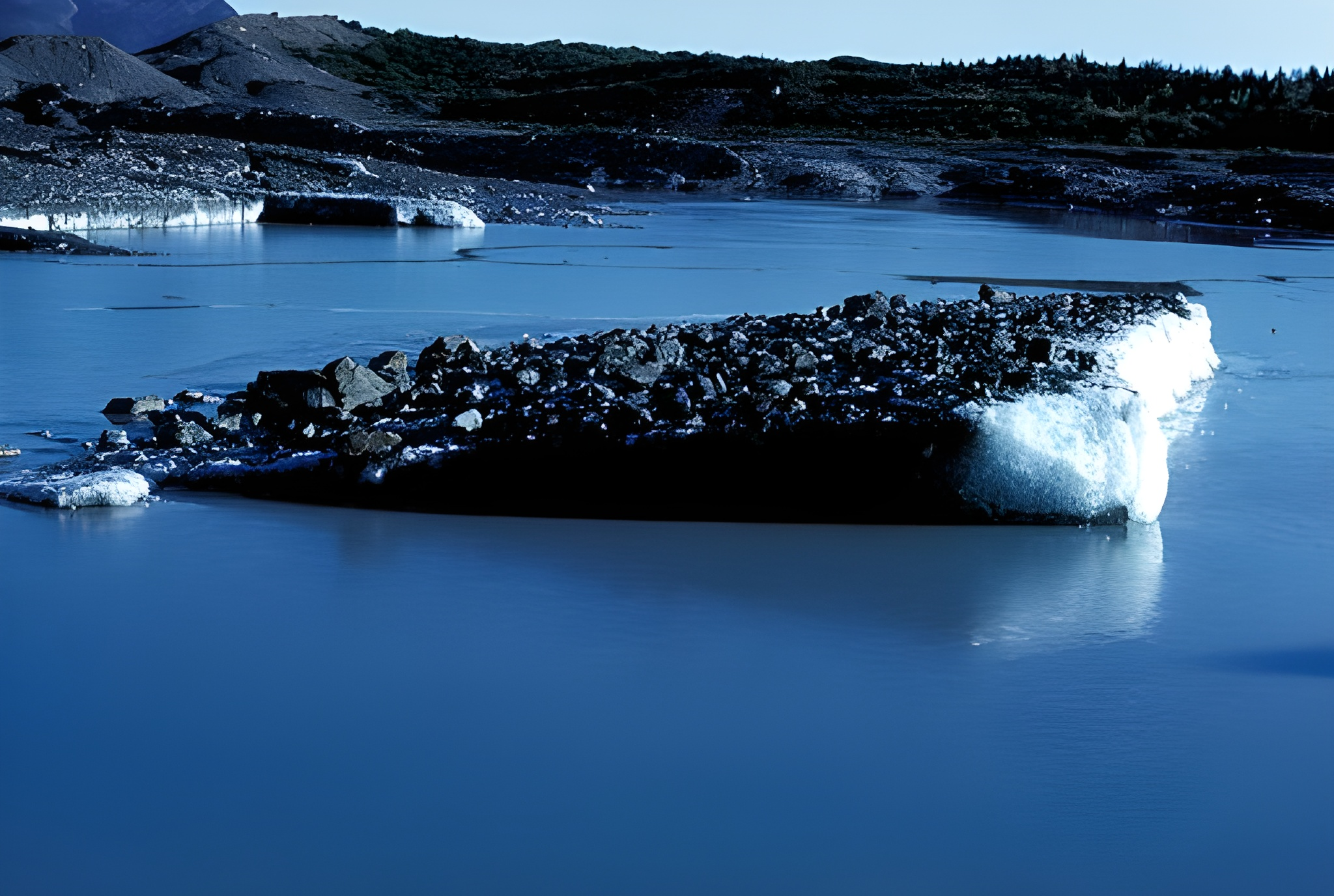
Gli iceberg possono trasportare detriti rocciosi che si depositano sul fondale marino in seguito alla fusione del ghiaccio.

Le osservazioni originali di Heinrich si riferivano a sei strati di sedimenti oceanici che presentavano una proporzione estremamente elevata di rocce di origine continentale, chiamati "frammenti litici", di dimensioni comprese tra 180 μm e 3 mm. Le frazioni di maggiori dimensioni non possono essere trasportate dalla corrente marina; vengono perciò interpretate come trasportate dagli iceberg staccatisi dalla calotta glaciale e poi scaricate sul fondale marino in seguito alla fusione del ghiaccio. Le analisi geochimiche dei detriti sono in grado di fornire informazioni relative alla loro origine: i campioni degli eventi 1, 2, 3 e 4 provenivano per lo più dal ghiacciaio Laurentide che copriva il Nord America, mentre erano di origine europea per gli eventi minori 3 e 6. La firma degli eventi nei carotaggi dei sedimenti varia notevolmente con la distanza dalla regione di origine.
Per gli eventi di origine Laurentide, c'è una cintura di detriti attorno al 50° N, nota come cintura di Ruddiman, che si estende per circa 3,000 km dalla sorgente in America fino all'Europa, con un assottigliamento di un ordine di grandezza dal Mare del Labrador fino al termine europeo del percorso dell'iceberg. Durante gli eventi di Heinrich, si sono riversati in mare enormi quantitativi di acqua dolce. 
In base a un modello che riproduce l'anomalia isotopica dell'ossigeno 18 nell'acqua dell'oceano, nell'evento di Heinrich 4 è stato stimato un flusso di acqua dolce di 0,29±0,05 Sverdrup, in un intervallo di tempo di 250±150 anni, equivalente a 2,3 milioni di chilometri cubi e un innalzamento di 2±1 m nel livello del mare.

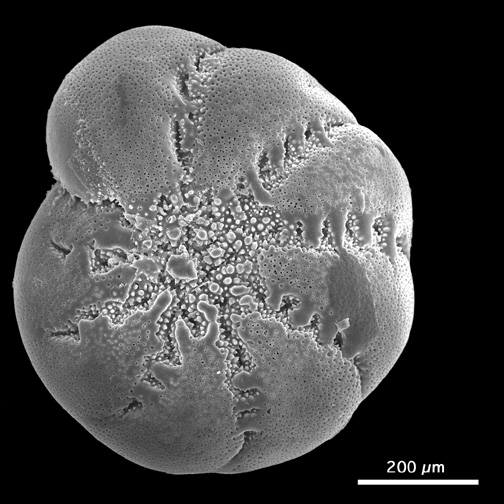
I foraminiferi, oltre a essere un indicatore della produttività oceanica, forniscono anche informazioni sulla distribuzione isotopica ambientale.

Molti indicatori geologici mostrano fluttuazioni nei periodi corrispondenti agli eventi di Heinrich, ma le difficoltà nello stabilire una datazione precisa e una correlazione, rendono difficile dire se questi indicatori precedono o seguono gli eventi, e in qualche anche se essi sono effettivamente correlati. Gli eventi di Heinrich sono spesso contrassegnati dai seguenti cambiamenti:
- Aumento del δ18O nel mare del Nord e stalattiti (o speleotema) in Asia orientale, che come indicatori del clima suggeriscono una diminuzione della temperatura globale o un conseguente aumento del volume del ghiaccio.[20]
- Diminuzione della salinità dell'oceano, dovuta all'afflusso di acqua dolce.
- Diminuzione della temperatura della superficie del mare al largo della costa dell'Africa occidentale, rilevata in base a indicatori biochimici noti come alchenoni.[21]
- Cambiamenti nei depositi sedimentari a causa della bioturbazione collegata ai cunicoli scavati dagli animali.[22]
- Alterazioni della struttura isotopica del plancton, con variazioni del δ13C e diminuzione del δ18O.
- Indicazioni che il polline di piante amanti dei climi freddi come i pini ha rimpiazzato quello delle querce nella parte continentale del Nord America.[23]
- Diminuzione dell'abbondanza dei foraminiferi, che è stata collegata alla ridotta salinità del mare.[24]
- Aumento del deflusso di depositi terrigeni dal continente, misurato in prossimità della foce del Rio delle Amazzoni.
- Aumento della dimensione dei granuli del sedimento eolico fine (loess) in Cina che suggerisce la presenza di venti più forti.[25]
- Variazioni nell'abbondanza del Torio 230, che riflette il cambiamento della velocità della corrente oceanica.
- Aumento del tasso di deposizione nell'Atlantico settentrionale, che riflette un aumento dei sedimenti litici di origine continentale relativi alla sedimentazione di fondo.[17]
- Espansione dell'erba e degli arbusti in vaste aree dell'Europa.[26]

L'estensione globale di questi rilevamenti indica l'importanza dell'impatto degli eventi di Heinrich.

## Eventi di Heinrich peculiari

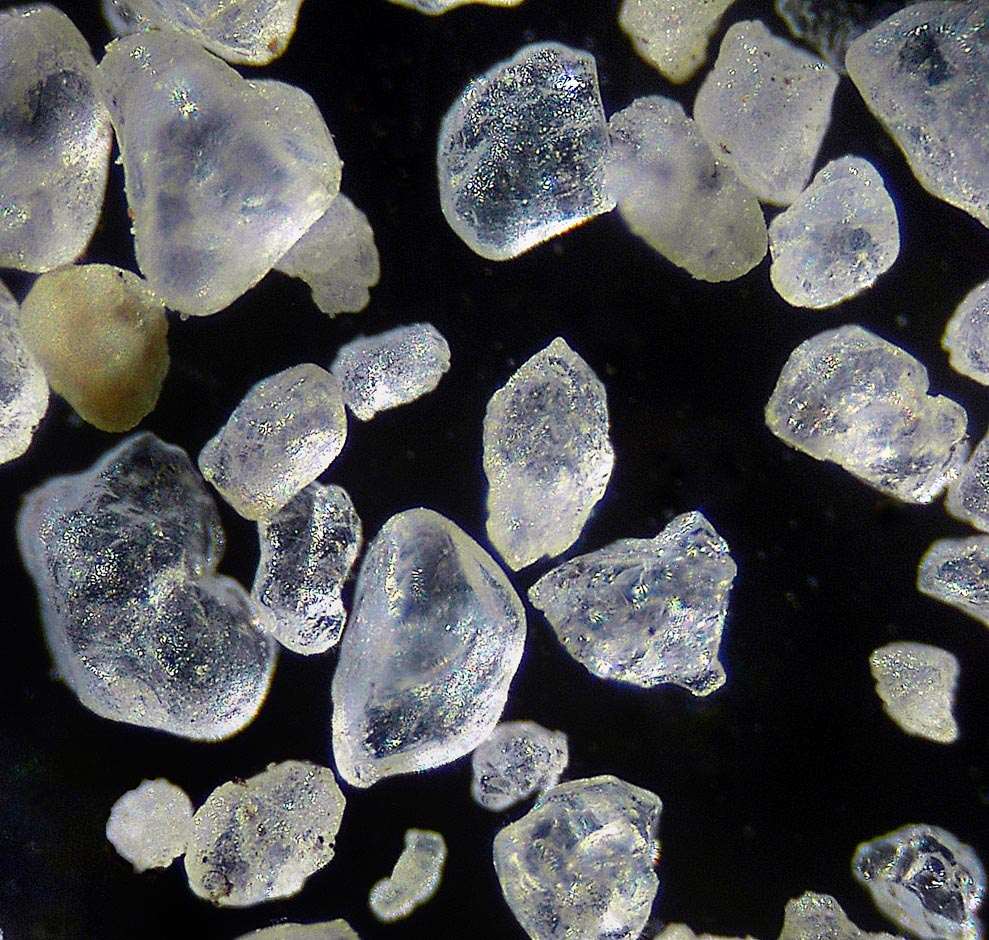
La proporzione litica dei sedimenti depositatisi durante gli eventi H3 e H6 è significativamente inferiore a quella degli altri eventi di Heinrich.

Gli eventi H3 e H6 non condividono la stessa serie di sintomi convincenti degli eventi H1, H2, H4 e H5; questo ha portato alcuni ricercatori a suggerire che non si tratti di veri eventi di Heinrich. Questo potrebbe invalidare la proposta di Gerard C. Bond che gli eventi di Heinrich seguano un ciclo di 7.000 anni, chiamato eventi di Bond.
C'è una serie di linee di evidenza che H3 e H6 siano un po' diversi rispetto agli altri eventi.
- Picchi litici: si osserva una minore proporzione di granelli litici (3.000 grani per grammo, invece di 6.000) in H3 e H6; questo significa che il ruolo giocato dai continenti nell'apporto di sedimenti agli oceani, fu inferiore.
- Dissoluzione dei foraminiferi: i campioni di foraminiferi appaiono più erosi negli eventi H3 e H6.[27] Questo può indicare un afflusso ricco di elementi nutrienti, e quindi più corrosivo, di acqua di fondo dell'Oceano antartico in seguito a una riconfigurazione dello schema di circolazione oceanica.
- Provenienza del ghiaccio: gli iceberg in H1, H2, H4 e H5 sono relativamente arricchiti di carbonato detritico del Paleozoico originatosi dalla regione dello Stretto di Hudson; gli iceberg dei periodi H3 e H6 invece avevano meno materiale distintivo di questa tipologia.[28][29]
- Distribuzione dei detriti trasportati dal ghiaccio: i sedimenti trasportati dal ghiaccio non si estendono molto a est in H3 e H6. Per questo alcuni ricercatori hanno suggerito un'origine europea almeno per alcuni dei clasti di questi periodi: l'America del Nord e l'Europa erano in origine adiacenti, per cui è difficile distinguere le rocce di ciascuno dei due continenti e l'interpretazione della loro origine rimane aperta.[30]